# 朱俊欣
朱俊欣（1912年—1968年6月14日），江苏靖江人，上海工运领袖之一。

## 生平
朱俊欣于1932年到上海当学徒。1940年加入中国共产党。1943年出任法商水电公司中共地下支部书记。1945年任中共法电区委书记。同年组织法电工人进行大罢工。次年出任法电工会理事长。1948年前往香港学习。同年当选中华全国总工会常委。1949年5月出任上海总工会副主席。中华人民共和国成立后，出任华东军政委员会委员、上海市人民政府委员、上海总工会副主席等职。1954年任上海市建筑工会主席。1966年出任上海市建筑工程局副局长。文化大革命期间受难，1968年被迫害致死。1978年被平反。